# 圣公会诸圣堂 (罗马)

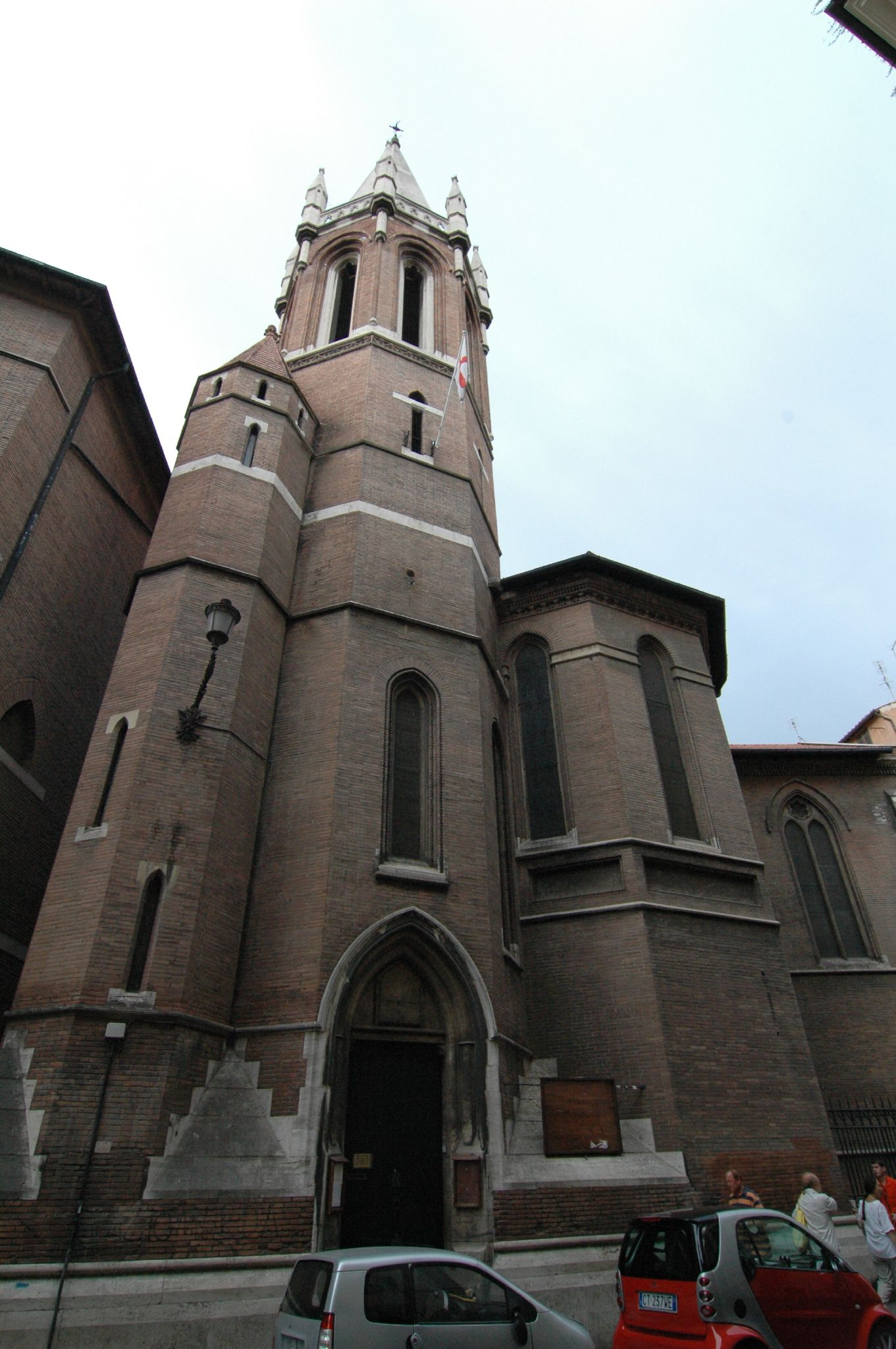
圣公会诸圣堂

圣公会诸圣堂（義大利語：Chiesa di Ognissanti）是意大利罗马一个说英语的圣公会教堂。
该堂用红砖砌筑，新哥特式风格，位于狒狒街（Via del Babuino）153号，距离西班牙阶梯大约100米。建筑师是George Edmund Street（1824 – 1881）。除举行宗教仪式外，还举办音乐会。